# Maks Kunc
Maks Kunc, slovenski naravoslovni fotograf, * 20. oktober 1930, Mežica, † 11. junij 1996, Mežica.

## Življenje in delo
Kunc se je v težkih razmerah s 14. leti zaposlil v mežiškem rudniku, kjer je bil jamski vozač rude. Pri devetnajstih je emigriral v Avstrijo, kjer je opravljal različna dela na poljih in gozdovih v okolici Beljaka. Po štirih letih dela v Avstriji je odšel na sever Kanade, kjer se je spet zaposlil v rudniku. Tam si je kupil prvi fotoaparat in se posvetil naravoslovni fotografiji. Leta 1965 se je vrnil v Mežico, kjer se je spet zaposlil v rudniku, vendar se je moral zaradi bolezni leta 1980 upokojiti.
Svoje fotografije je objavljal predvsem v tujih medijih, občasno pa tudi v slovenskih revijah. Po njegovi smrti je njegovo fotografsko zbirko prevzel Koroški pokrajinski muzej, kjer so njegove fotografije shranjene in razstavljene.